# Popperklopper
Popperklopper ist eine Punkband aus dem rheinland-pfälzischen Bollendorf.

## Geschichte

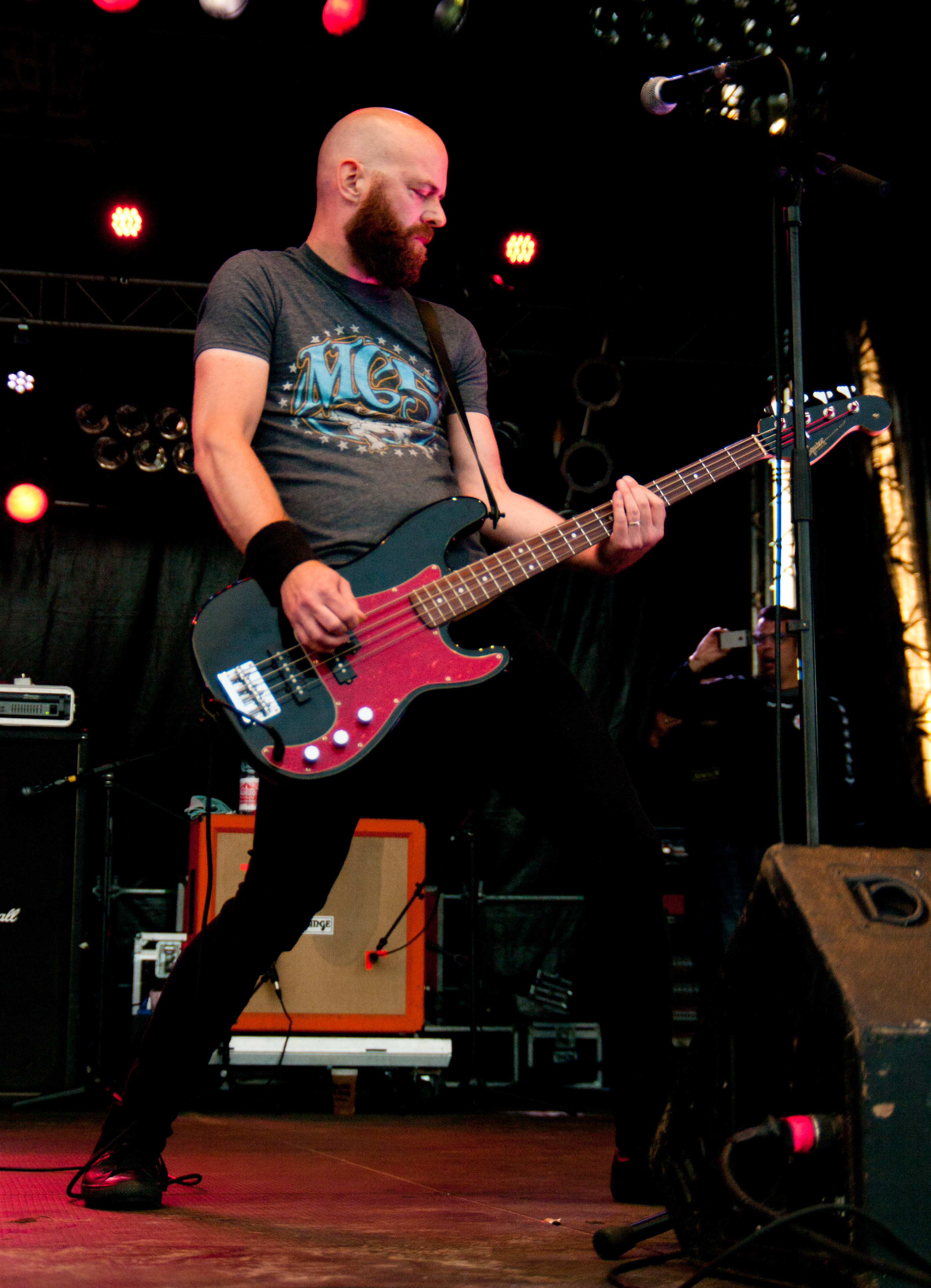
Udo Bambach beim Resist to Exist 2017

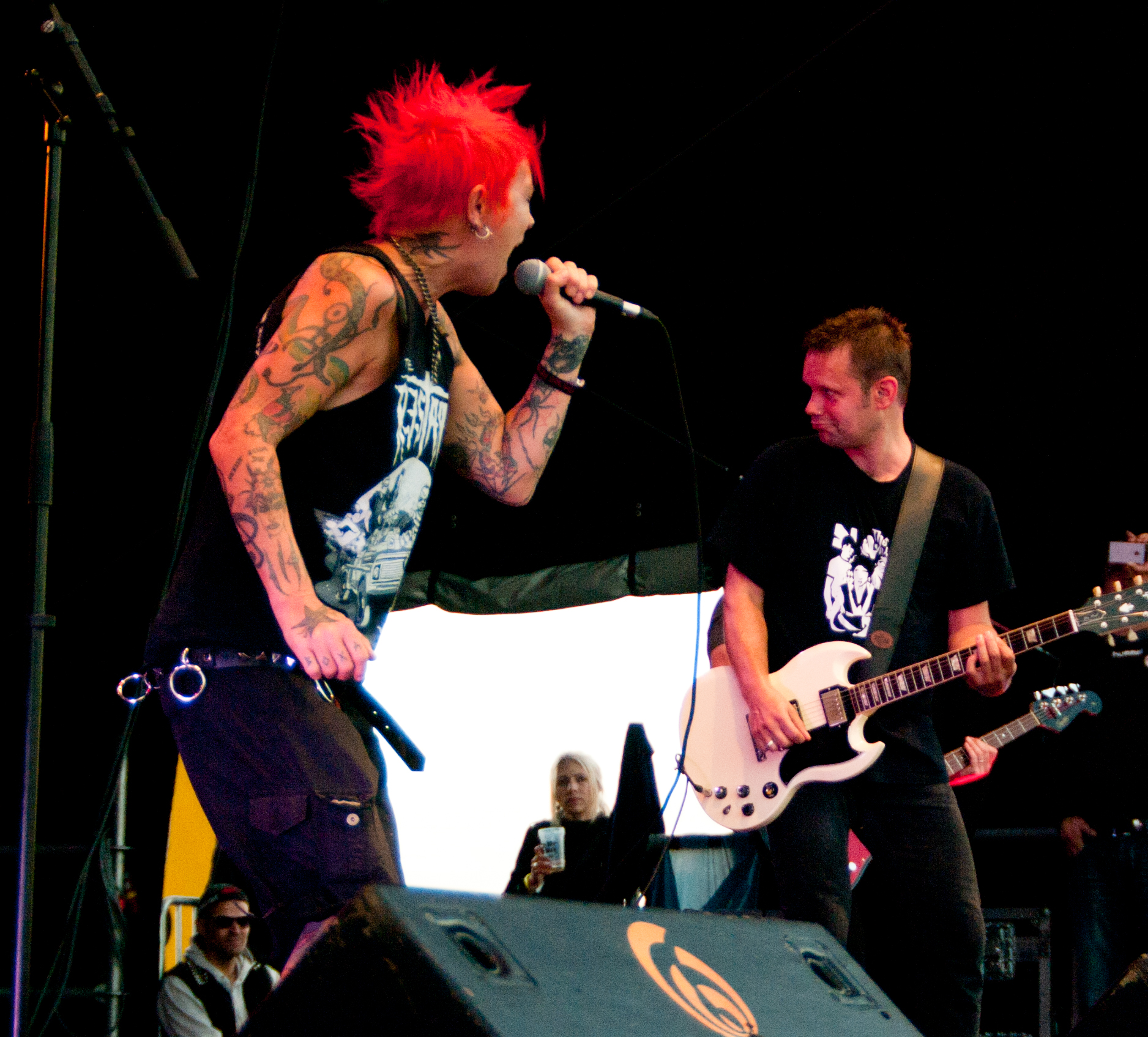
Auftritt mit Gastsängerin Patti Pattex (Scattergun & Cut my Skin) beim Resist to Exist 2017

1989 wurde die Gruppe aus einer ehemaligen Schülerband gegründet. Bekannt geworden ist sie als Deutschpunk-Band mit starken Metal- und Hardcore-Einflüssen. Im Oktober 1994 erfolgten die ersten Aufnahmen beim Kultursyndikat in Bitburg. Nachdem sich Nasty Vinyl bei der Band gemeldet hatte, fuhr sie im Januar 1996 nach Hannover in die Lost & Found Studios, um Kalashnikow Blues und When the Troops … aufzunehmen.
Über die Jahre wandten sich Popperklopper auch vermehrt dem Rock ’n’ Roll zu. Dieser wird verstärkt durch teils deutsche, teils englisch gesungene Texte mit gesellschaftskritischen und persönlichen Texten. 2005 tourte die Band zwei Wochen durch Russland, sie spielten auch Konzerte in Schweden, England, Frankreich und Belgien.
Im Jahr 2010 feierte die Band 20-jähriges Jubiläum und brachte aus diesem Anlass eine DVD mit Videomaterial heraus, mittlerweile ist die Band beim Label Aggressive Punk Produktionen unter Vertrag.
Im März 2012 trat die Band in der ZDF-Sendung neoParadise auf.
Im Jahr 2021 unterstützte die Band das Bürgerbegehren zur Wiederbelebung des Trierer Jugend- und Jugendkulturzentrums Exzellenzhaus (kurz: eXhaus) des Aktionsbündnis eXhaus bleibt!

## Diskografie (Auszug)
- 1994: Demo Tape (Eigenproduktion)
- 1996: Kalashnikov Blues (Höhnie Records / Nasty Vinyl)
- 1997: Best of Popperklopper (Tape, Diebesgut Records)
- 1997: Wer sich nicht wehrt… der lebt verkehrt (Höhnie Records / Nasty Vinyl)
- 1999: 10 Jahre Popperklopper (Tape, Jhonnie Records)
- 1999: Nadel verpflichtet (Höhnie Records / Nasty Vinyl)
- 2000: Alles wird gut (Höhnie Records / Nasty Vinyl)
- 2001: Learning to Die (Weird Science Records)
- 2004: No Compromise feat. Patti Pattex (Suppenkazpers Noize Imperium)
- 2010: Was lange gärt, wird endlich Wut! (Nix Gut Records)
- 2013: Wenn der Wind sich dreht (Aggressive Punk Produktionen)
- 2017: Wolle was komme (Aggressive Punk Produktionen)
- 2018: Live im SO36 (LP, Eigenproduktion)
- 2019: Alles wird Wut (Aggressive Punk Produktionen)
- 2022: Verloren & Vergessen Raritäten und neuer Stoff (Aggressive Punk Produktionen)
- 2023: Wahnsinn Weltweit (Aggressive Punk Produktionen)